# We Are the World of Carnaval
We Are the World of Carnaval (também conhecida apenas como We Are Carnaval) é uma canção brasileira composta em 1988 por Nizan Guanaes especialmente para a campanha beneficente de arrecadação de fundos das Obras Sociais Irmã Dulce. Foi lançada em 28 de novembro de 1988 por um grupo de jovens artistas que estavam encabeçando o movimento de expansão do axé naquele momento, entre eles Margareth Menezes, Daniela Mercury, Durval Lélys e Ricardo Chaves. É considerada o hino do carnaval baiano e é sempre uma das mais executadas a cada ano no Carnaval de Salvador e nas micaretas no Brasil.
O nome da canção é uma referência a We Are the World, música de enorme sucesso mundial, lançada três anos antes. 

## Produção
Durval Lélys, Wilson Café, Jean Matos Toulier, Ricardo Ferraro e Otávio são os músicos da canção, com produção de Wesley Rangel e Marco Aurélio.

## Artistas participantes

### Solistas
Em ordem de aparição
- Lazzo Matumbi
- Margareth Menezes
- Silvinha Torres
- Daniela Mercury (Companhia Clic)
- Ricardo Chaves
- Missinho (Chiclete com Banana)
- Durval Lélys (Asa de Águia)
- Jorge Zarath
- Jussara Silveira
- Paquito (Flores do Mal)
- Ângela Lopo
- Laurinha Arantes (Pimenta de Cheiro)
- Ademar Andrade (Furtacor)
- Marilda Santana
- Sueli Sodré

### Coro
- Ana Cláudia
- Beto Pellegrino
- Bobó
- João Henrique Carneiro
- Fátima Marcella
- Liz Ferraz
- Osmar Macedo
- Sergynho

## Videoclipe
O vídeo foi lançado em 28 de novembro de 1988, trazendo diversos artistas que comandavam o movimento do nascimento do axé. Foi gravado nos Estúdios WR, dirigido por Giovani Lima em uma U-matic.

## Outras versões
- Em 1991 Ricardo Chaves gravou uma versão solo para o álbum Via Principal.[4]
- Em 1996 Netinho regravou a canção no álbum Netinho Ao Vivo.[2]
- Em 2005 a Banda Eva, na época liderada por Saulo Fernandes, cantou a faixa ao vivo no álbum 25 Anos ao Vivo em colaboração com Ivete Sangalo, Ricardo Chaves, Durval Lelys, Luiz Caldas, Emanuelle Araújo e Marcionílio.